# Lijst van spelers van het Mexicaanse voetbalelftal
Deze lijst van spelers van het Mexicaans voetbalelftal  geeft een overzicht van alle voetballers die minimaal veertig interlands achter hun naam hebben staan voor Mexico. Vetgezette spelers zijn in 2017 nog voor de nationale ploeg uitgekomen.

## Overzicht
- Bijgewerkt tot en met de oefeninterland tegen  IJsland op 6 februari 2017.

| Naam speler                | Debuut | Laatst | Interlands | Goals |
| -------------------------- | ------ | ------ | ---------- | ----- |
| Claudio Suárez             | 1992   | 2006   | 178        | 6     |
| Pavel Pardo                | 1996   | 2009   | 146        | 10    |
| Gerardo Torrado            | 1999   | 2013   | 146        | 6     |
| Rafael Márquez             | 1997   | 2017   | 137        | 17    |
| Andrés Guardado            | 2005   | 2016   | 135        | 24    |
| Jorge Campos               | 1991   | 2003   | 130        | 0     |
| Carlos Salcido             | 2004   | 2014   | 124        | 9     |
| Ramón Ramírez              | 1991   | 2000   | 121        | 15    |
| Cuauhtémoc Blanco          | 1995   | 2014   | 120        | 39    |
| Alberto García Aspe        | 1988   | 2002   | 109        | 21    |
| Francisco Javier Rodríguez | 2004   | 2015   | 108        | 1     |
| Oswaldo Sánchez            | 1996   | 2011   | 99         | 0     |
| Giovani dos Santos         | 2007   | 2017   | 95         | 18    |
| Carlos Hermosillo          | 1984   | 1997   | 90         | 35    |
| Jared Borgetti             | 1997   | 2008   | 89         | 46    |
| Javier Hernández           | 2009   | 2016   | 88         | 45    |
| Luis Hernández             | 1995   | 2002   | 85         | 35    |
| Luis Roberto Alves         | 1988   | 2002   | 84         | 30    |
| Salvador Carmona           | 1996   | 2005   | 84         | 0     |
| Duilio Davino              | 1996   | 2006   | 84         | 2     |
| Gustavo Peña               | 1961   | 1974   | 82         | 3     |
| Ricardo Osorio             | 2003   | 2011   | 82         | 1     |
| Miguel España              | 1984   | 1994   | 81         | 2     |
| Juan Francisco Palencia    | 1996   | 2009   | 79         | 12    |
| Guillermo Ochoa            | 2005   | 2016   | 79         | 0     |
| Luis García Postigo        | 1991   | 1999   | 78         | 29    |
| Héctor Moreno              | 2007   | 2016   | 75         | 2     |
| Jesús Arellano             | 1996   | 2006   | 70         | 7     |
| Luis Ernesto Pérez         | 1998   | 2012   | 69         | 8     |
| Isidoro Diaz               | 1960   | 1970   | 68         | 16    |
| Omar Bravo                 | 2003   | 2013   | 67         | 15    |
| Germán Villa               | 1996   | 2002   | 66         | 0     |
| Marcelino Bernal           | 1988   | 1998   | 65         | 5     |
| Enrique Borja              | 1966   | 1975   | 65         | 31    |
| Benjamin Galindo           | 1983   | 1997   | 65         | 28    |
| Ignacio Ambriz             | 1992   | 1995   | 64         | 6     |
| Luis Flores                | 1983   | 1993   | 62         | 29    |
| Ignacio Calderón           | 1965   | 1974   | 60         | 0     |
| Javier Aguirre             | 1983   | 1992   | 59         | 13    |
| Antonio Naelson            | 2004   | 2012   | 58         | 7     |
| Daniel Osorno              | 1999   | 2006   | 59         | 13    |
| Mario Pérez                | 1967   | 1972   | 58         | 1     |
| Hugo Sánchez               | 1977   | 1998   | 58         | 29    |
| Ramón Morales              | 2000   | 2007   | 57         | 6     |
| Manuel Negrete             | 1981   | 1990   | 57         | 12    |
| Pablo Barrera              | 2007   | 2013   | 57         | 6     |
| Carlos Múñoz               | 1983   | 1991   | 56         | 2     |
| Alberto Medina             | 2003   | 2010   | 56         | 6     |
| Paul Aguilar               | 2009   | 2016   | 55         | 5     |
| Guillermo Hernández        | 1966   | 1973   | 55         | 2     |
| Aaron Padilla              | 1965   | 1970   | 55         | 8     |
| Oscar Pérez                | 1997   | 2011   | 55         | 0     |
| Arturo Vázquez             | 1973   | 1980   | 55         | 5     |
| Alberto Coyote             | 1992   | 2001   | 54         | 0     |
| Jonny Maggalón             | 2007   | 2010   | 54         | 3     |
| Mario Trejo                | 1980   | 1986   | 53         | 1     |
| Tómas Boy                  | 1979   | 1986   | 52         | 9     |
| Rafael García              | 1996   | 2006   | 52         | 3     |
| Oribe Peralta              | 2005   | 2016   | 52         | 23    |
| Javier Sánchez Galindo     | 1968   | 1977   | 52         | 0     |
| Félix Cruz Barbosa         | 1983   | 1991   | 51         | 1     |
| Joaquín del Olmo           | 1993   | 2000   | 51         | 3     |
| Horacio López Salgado      | 1968   | 1980   | 50         | 13    |
| Juan de Dios Ramírez       | 1991   | 1995   | 49         | 0     |
| Salvador Reyes             | 1956   | 1966   | 49         | 14    |
| Jorge Torres               | 2008   | 2016   | 49         | 1     |
| Carlos Vela                | 2007   | 2016   | 49         | 15    |
| Miguel Zepeda              | 1999   | 2005   | 49         | 8     |
| Pablo Larios               | 1983   | 1991   | 48         | 0     |
| Fernando Arce              | 2003   | 2013   | 47         | 7     |
| Antonio Carbajal           | 1950   | 1966   | 47         | 1     |
| Javier Fragoso             | 1965   | 1970   | 47         | 19    |
| Héctor Herrera             | 2012   | 2016   | 47         | 4     |
| Raúl Jiménez               | 2013   | 2016   | 47         | 9     |
| Miguel Layún               | 2013   | 2016   | 47         | 4     |
| José Manuel Abundis        | 1996   | 2001   | 45         | 9     |
| Israel Castro              | 2007   | 2012   | 47         | 1     |
| Fernando Quirarte          | 1981   | 1988   | 45         | 5     |
| Antonio de la Torre        | 1972   | 1978   | 44         | 1     |
| Gonzalo Pineda             | 2004   | 2008   | 44         | 1     |
| Francisco Fonseca          | 2004   | 2008   | 43         | 21    |
| Ricardo Peláez             | 1989   | 1999   | 43         | 16    |
| Hector Pulido              | 1967   | 1973   | 43         | 6     |
| Juan Pablo Rodríguez       | 2000   | 2006   | 43         | 1     |
| José de Jesús Corona       | 2005   | 2016   | 42         | 0     |
| Javier Aquino              | 2011   | 2016   | 41         | 5     |
| Missael Espinosa           | 1990   | 1995   | 41         | 4     |
| José Luis González         | 1965   | 1970   | 41         | 4     |
| Leonardo Cuellar           | 1973   | 1981   | 40         | 3     |
| Jesus del Muro             | 1958   | 1968   | 40         | 0     |
| Diego Reyes                | 2011   | 2016   | 40         | 0     |
| Jorge Rodríguez Esquivel   | 1991   | 1996   | 40         | 3     |

FMF · A-internationals · Selecties · Bondscoaches · Statistieken · Mexicaans vrouwenelftal · Olympisch elftal · Mexico U21 · Mexico U20 · Mexico U19 · Mexico U18 · Mexico U17
1920 – 1949 ·
1950 – 1969 ·
1970 – 1979 ·
1980 – 1989 ·
1990 – 1999 ·
2000 – 2009 ·
2010 – 2019 ·
2020 – 2029
Copa América 1993 ·
Copa América 1995 ·
Copa América 1997 ·
Copa América 1999 ·
Copa América 2001 ·
Copa América 2004 ·
Copa América 2007 ·
Copa América 2011 ·
Copa América 2015 · 
Copa América 2016
WK 1930 ·
WK 1950 ·
WK 1954 ·
WK 1958 ·
WK 1962 ·
WK 1966 ·
WK 1970 ·
WK 1978 ·
WK 1986 ·
WK 1994 ·
WK 1998 ·
WK 2002 ·
WK 2006 ·
WK 2010 ·
WK 2014 · 
WK 2018
OS 1928 ·
OS 1948 ·
OS 1964 ·
OS 1968 ·
OS 1972 ·
OS 1976 ·
OS 1992 ·
OS 1996 ·
OS 2004 ·
OS 2012 ·
OS 2016 ·
OS 2020
1923 ·
1924–1927 ·
1928 ·
1929 ·
1930 ·
1931–1933 ·
1934 ·
1935 ·
1936 ·
1937 ·
1938 ·
1939–1946 ·
1947 ·
1948 ·
1949 ·
1950 ·
1951 ·
1952 ·
1953 ·
1954 ·
1955 ·
1956 ·
1957 ·
1958 ·
1959 ·
1960 ·
1961 ·
1962 ·
1963 ·
1964 ·
1965 ·
1966 ·
1967 ·
1968 ·
1969 ·
1970 · 
1971 · 
1972 · 
1973 · 
1974 · 
1975 · 
1976 · 
1977 · 
1978 · 
1979 · 
1980 · 
1981 · 
1982 · 
1983 · 
1984 · 
1985 · 
1986 · 
1987 · 
1988 · 
1989 · 
1990 · 
1991 · 
1992 · 
1993 · 
1994 · 
1995 · 
1996 · 
1997 · 
1998 · 
1999 · 
2000 · 
2001 · 
2002 · 
2003 · 
2004 · 
2005 · 
2006 · 
2007 · 
2008 · 
2009 · 
2010 · 
2011 · 
2012 · 
2013 · 
2014 · 
2015 · 
2016 ·
2017 ·
2018 ·
2019 ·
2020 ·
2021 ·
2022 ·
2023
Albanië ·
Algerije ·
Angola ·
Argentinië ·
Australië ·
België ·
Belize ·
Bermuda ·
Bolivia ·
Bosnië en Herzegovina ·
Brazilië ·
Bulgarije ·
Canada ·
Chili ·
China ·
Colombia ·
Congo-Kinshasa ·
Costa Rica ·
Cuba ·
Curaçao ·
DDR ·
Denemarken ·
Dominica ·
Duitsland ·
Ecuador ·
Egypte ·
El Salvador ·
Engeland ·
Estland ·
Fiji ·
Finland ·
Frankrijk ·
Gambia ·
Ghana ·
Griekenland ·
Guatemala ·
Guyana ·
Haïti ·
Honduras ·
Hongarije ·
Ierland ·
IJsland ·
Irak ·
Iran ·
Israël ·
Italië ·
Ivoorkust ·
Jamaica ·
Japan ·
Joegoslavië ·
Kameroen ·
Kroatië ·
Liberia ·
Luxemburg ·
Marokko ·
Martinique ·
Nederland ·
Nederlandse Antillen ·
Nicaragua ·
Nieuw-Zeeland ·
Nigeria ·
Noord-Ierland ·
Noord-Korea ·
Noorwegen ·
Oekraïne ·
Oezbekistan ·
Panama ·
Paraguay ·
Peru ·
Polen ·
Portugal ·
Qatar ·
Roemenië ·
Rusland ·
Saint Kitts en Nevis ·
Saint Vincent en de Grenadines ·
Saoedi-Arabië ·
Schotland ·
Senegal ·
Servië ·
Slovenië ·
Slowakije ·
Sovjet-Unie ·
Spanje ·
Suriname ·
Trinidad en Tobago ·
Tsjechië ·
Tsjecho-Slowakije ·
Tunesië ·
Uruguay ·
Venezuela ·
Verenigde Staten ·
Wales ·
Wit-Rusland ·
Zuid-Afrika ·
Zuid-Korea ·
Zweden ·
Zwitserland
Angola (2006) ·
Argentinië (2006) ·
Brazilië (1999) ·
Brazilië (2014) ·
Brazilië (2018) ·
Duitsland (2018) ·
Frankrijk (2010) ·
Iran (2006) ·
Kameroen (2014) ·
Kroatië (2014) ·
Nederland (2014) ·
Portugal (2006) ·
Uruguay (2010) ·
Zuid-Afrika (2010) ·
Zuid-Korea (2018) ·
Zweden (2018)